# شين يونغسوك
شين يونغسوك (بالكورية: (申榮淑)‏ هي ممثلة مسرحية موسيقية كورية جنوبية، ولدت يوم 26 نوفمبر 1975 في سول في كوريا الجنوبية.

## روابط خارجية
- Shin Young-sook على موقع ميوزك برينز (الإنجليزية)